# Patriarchální vikariát izraelský
Patriarchální vikariát izraelský je územní část Latinského jeruzalémského patriarchátu, která spravuje katolické farnosti na území státu Izrael (s výjimkou Jeruzaléma).

## Seznam farností izraelského vikariátu
- Akko - kostel sv. Jana Křtitele
- Beerševa - kostel sv. Abraháma patriarchy
- Kafr Kanna - kostel prvního Ježíšova zázraku (svatby v Káně)
- Dejr Rafat - kostel Panny Marie Palestinské
- Ejlat - kostel Nejsvětější Trojice
- Haifa - kostel sv. Josefa
- Jaffa - kostel sv. Antonína
- Jafa an-Naserija (Jafa Nazaretská) - kostel sv. Jana Apoštola
- Nazaret - Bazilika Zvěstování
- Rama - kostel sv. Antonína
- Ramla - kostel svatého Nikodéma
- Rejne - kostel sv. Josefa Dělníka
- Šfar'am - kostel svatého Josefa
- Tiberias - kostel svatého Josefa